# Wega
Pour les articles homonymes, voir Wega (homonymie).
Wega (née en 2001) est une jument grise du stud-book selle suédois qui a remporté la médaille d'argent en individuel au concours complet des Jeux olympiques d'été de 2012 à Londres avec sa cavalière Sara Algotsson Ostholt,. Wega est issue de l'étalon Irco Mena, et de la jument La Fair (par l'étalon suédois Labrador), qui était en concurrence avec elle pour la 4e place avec l'équipe olympique de 2012. Wega a également été membre de l'équipe de Suède de concours complet aux championnats d'Europe en 2011.